# Chiesa del Santissimo Nome di Maria (Alessandria)
La chiesa del Santissimo Nome di Maria è la parrocchiale di Mandrogne, frazione di Alessandria, in provincia e diocesi di Alessandria; fa parte della zona pastorale di Fraschetta-Marengo.

## Storia
La chiesa parrocchiale del Santissimo Nome di Maria fu eretta a servizio della popolazione del piccolo borgo di Mandrogne poco dopo la metà del XVIII secolo, all'incirca tra il 1750 e il 1770.
Gli interni del luogo di culto furono ornati con una serie di decorazioni ad affresco alcuni decenni dopo, in un periodo compreso tra il 1800 e il 1830.
Negli anni settanta la chiesa venne interessata da un intervento di modifica degli arredi in ossequio alle norme postconciliari.

## Descrizione

### Esterno
La facciata a salienti della chiesa, rivolta a occidente, è suddivisa da una cornice marcapiano con fregio abbellito da metope e triglifi indie registri: quello inferiore, più largo, è scandito da sei lesene e presenta centralmente il portale d'ingresso, mentre quello superiore è caratterizzato da un grande arco a tutto sesto, in cui è inscritta una sacra raffigurazione,
Annesso alla parrocchiale è il campanile a base quadrata, abbellito da cornici e lesene; la cella presenta su ogni lato una monofora a tutto sesto ed è coronata dalla cupola.

### Interno
L'interno dell'edificio si compone di un'unica navata, sulla quale si affacciano le cappelle laterali, introdotte da archi a tutto sesto e tra loro intercomunicanti, e le cui pareti sono scandite da lesene sorreggenti la cornice sopra la quale si imposta la volta a botte; al termine dell'aula si sviluppa il presbiterio, ospitante l'altare maggiore e concluso dall'abside semicircolare.